# Ornithogalum
Ornithogalum L., 1753 è un genere di piante della famiglia delle Asparagaceae, diffuso in Europa, Asia e Africa..

## Descrizione
Le varie specie sono dotate di un bulbo e raggiungono in genere altezze intorno ai 30–80 cm. I fiori, il più delle volte bianchi, sono a forma di stella, con un perigonio a sei petali, raccolti a pannocchia. I frutti sono a capsula esagonale.
Alcune specie producono l'alcaloide colchicina.

## Tassonomia
La classificazione tradizionale (Sistema Cronquist, 1981) includeva questo genere nelle Liliaceae.
La moderna classificazione filogenetica ha notevolmente ridimensionato i confini delle Liliacee, spostando molti dei suoi generi in altre famiglie; la classificazione APG II (2003) assegnava il genere Ornithogalum alle Hyacinthaceae (sottofamiglia Ornithogaloideae), raggruppamento che i successivi aggiornamenti del 2009 e del 2016 hanno incluso nelle Asparagacee (sottofamiglia Scilloideae).
Il genere comprende oltre 200 specie.
Alcune specie

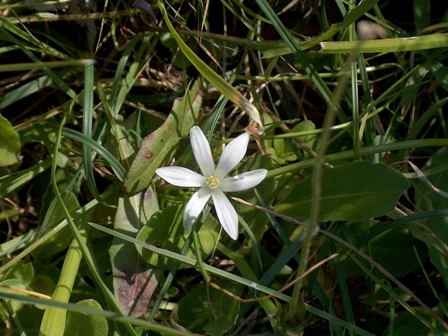
Ornithogalum corsicum
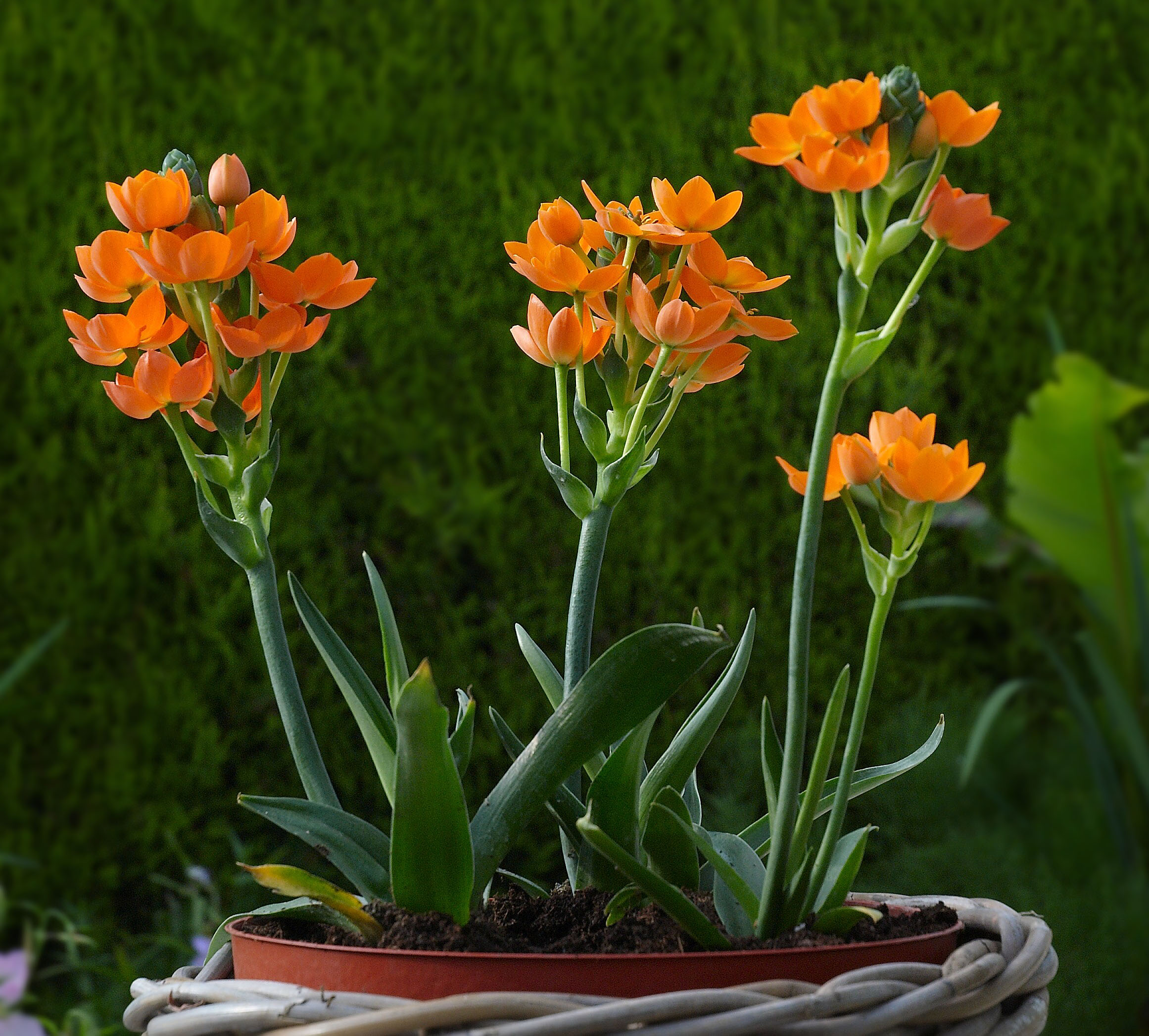
Ornithogalum dubium
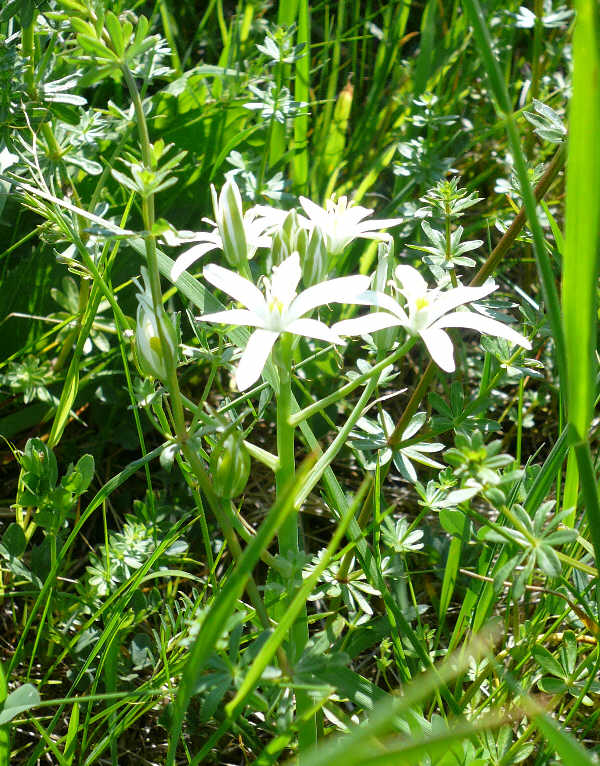
Ornithogalum gussonei
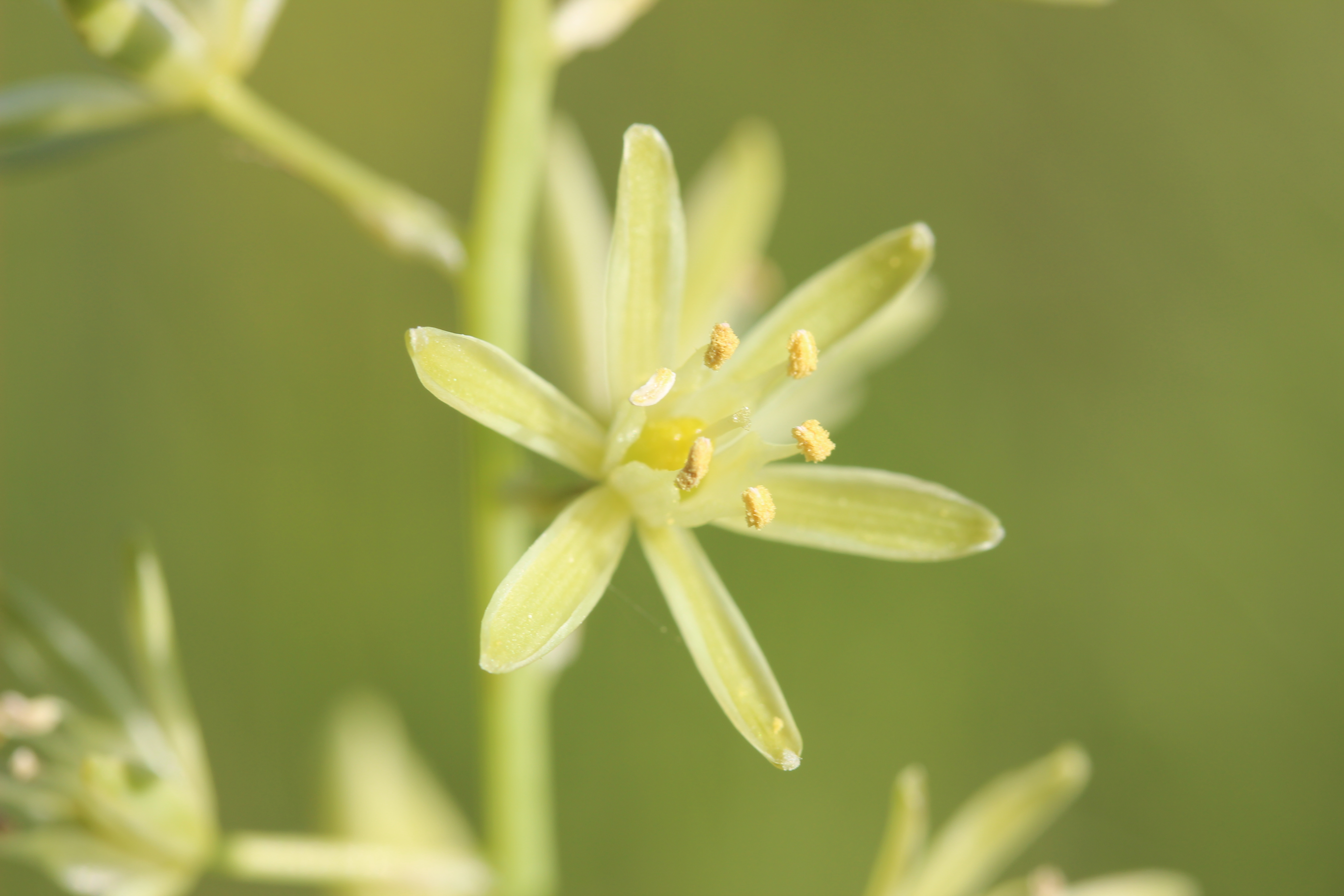
Ornithogalum pyrenaicum
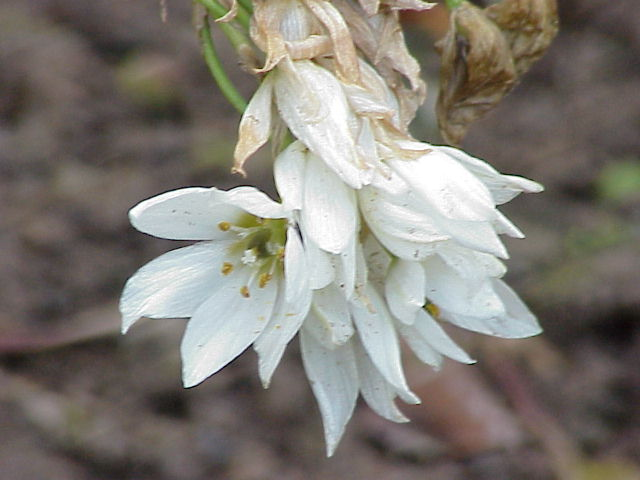
Ornithogalum thyrsoides
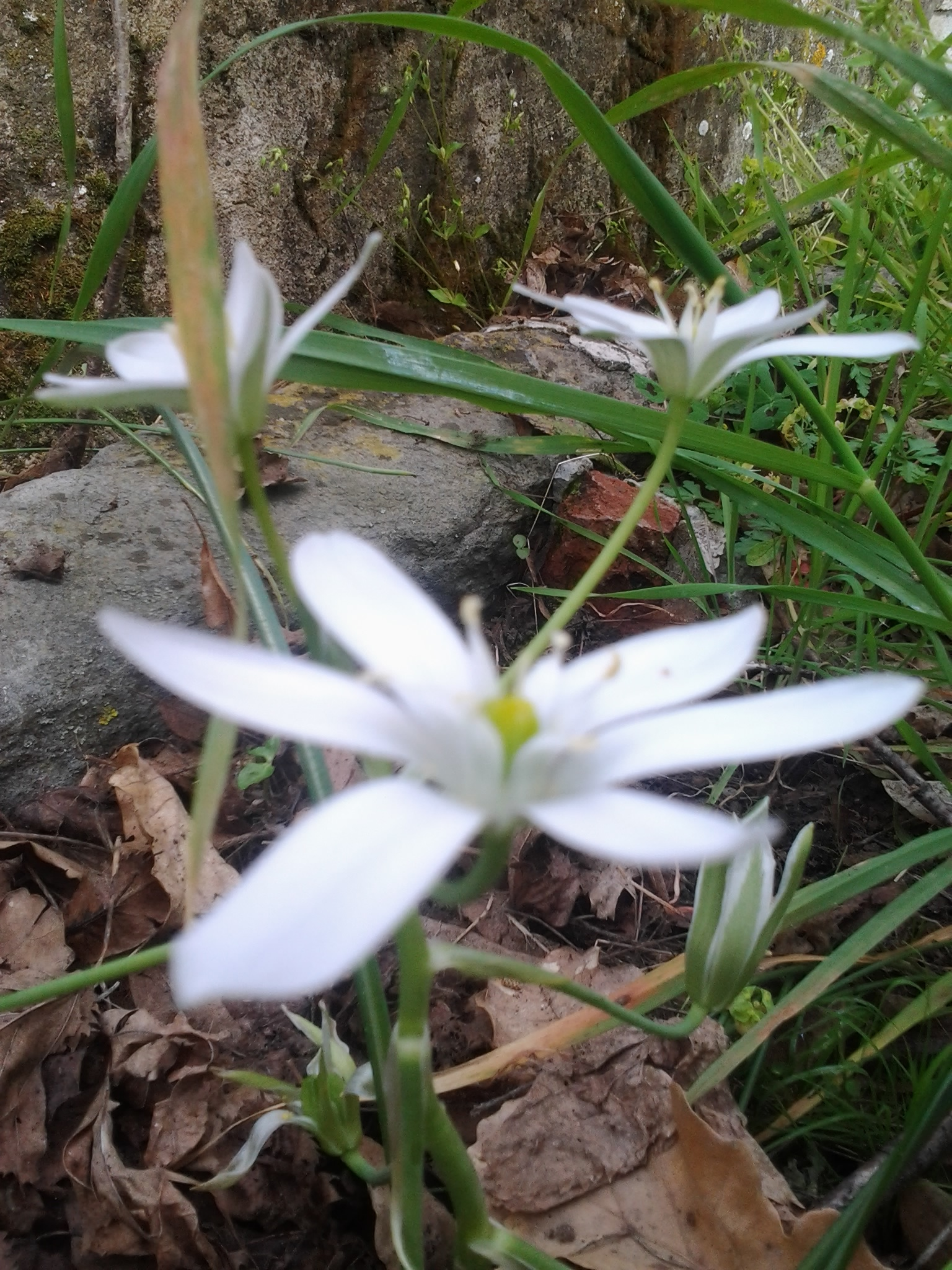
Ornithogalum umbellatum

## Galleria d'immagini

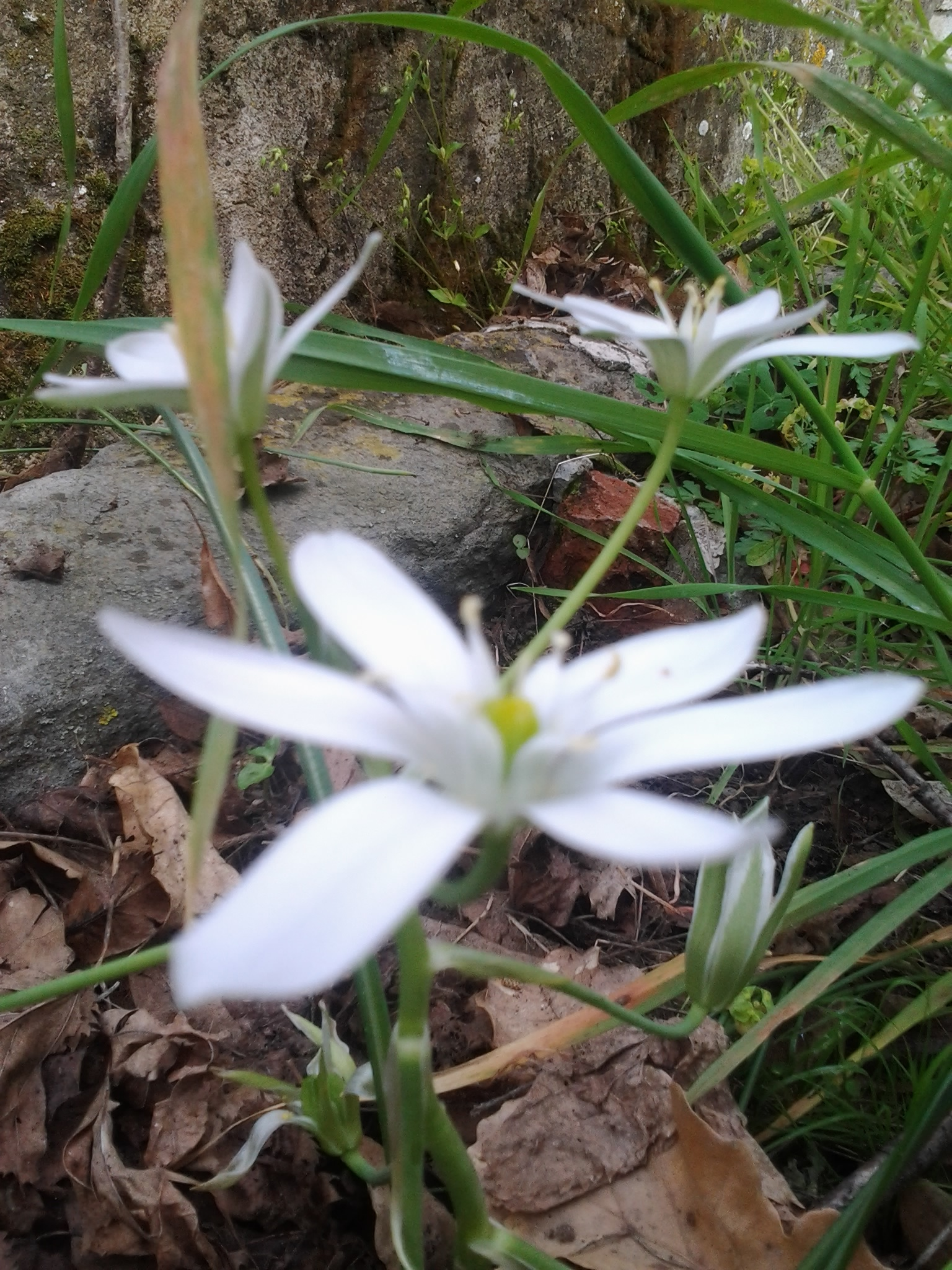
Ornithogalum umbellatum
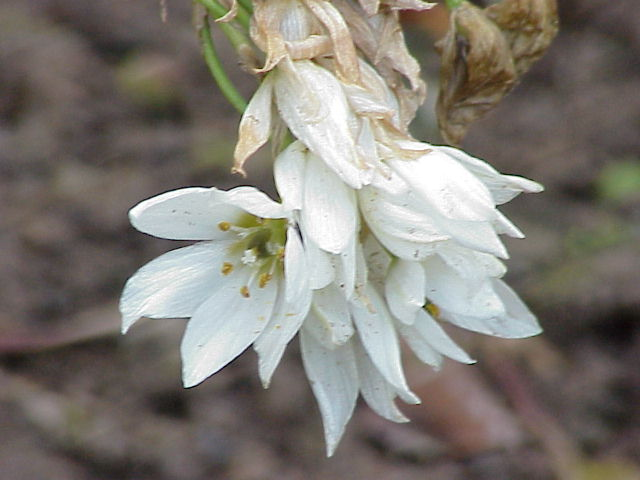
Ornithogalum thyrsoides
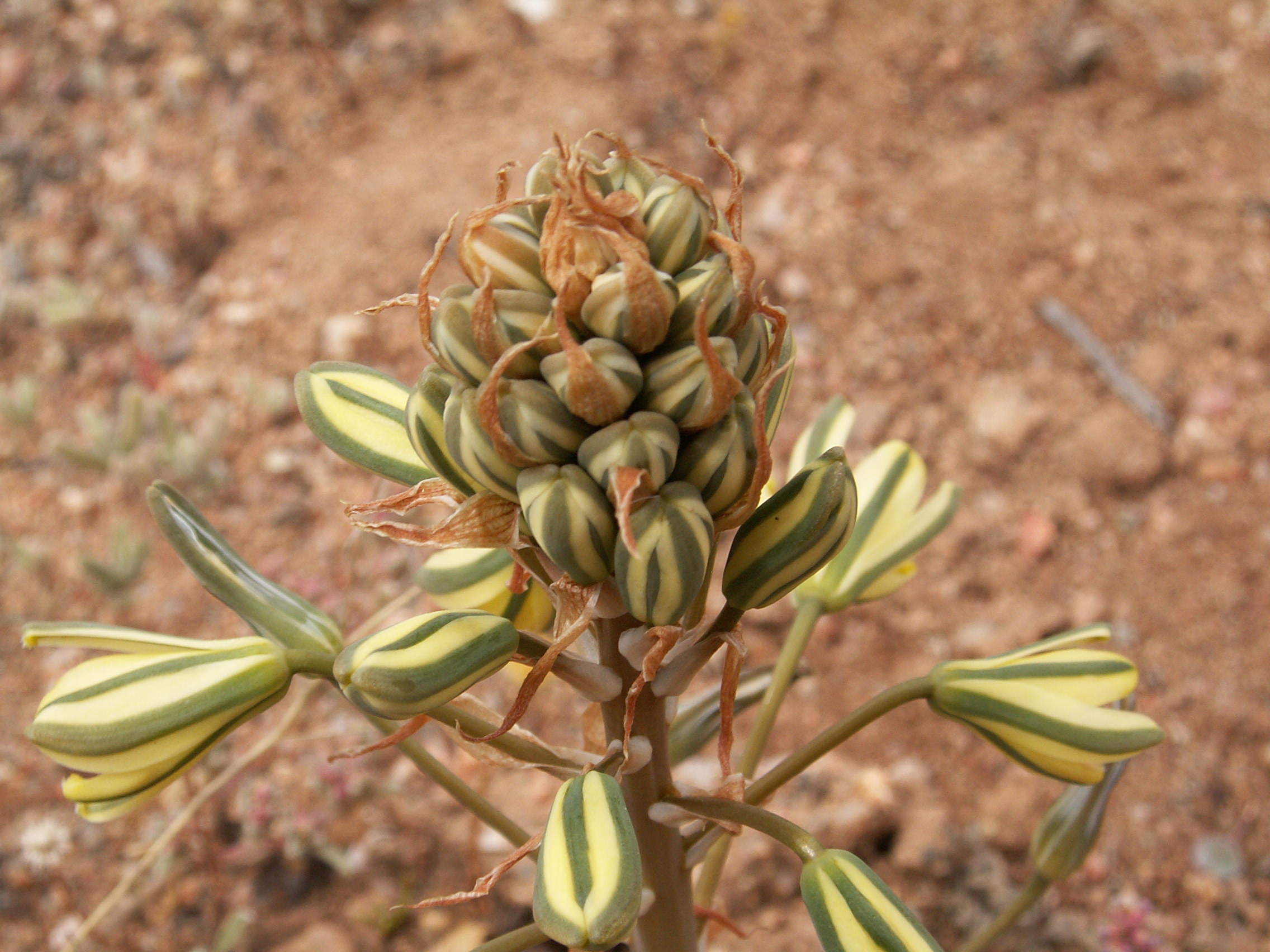
Ornithogalum suaveolens
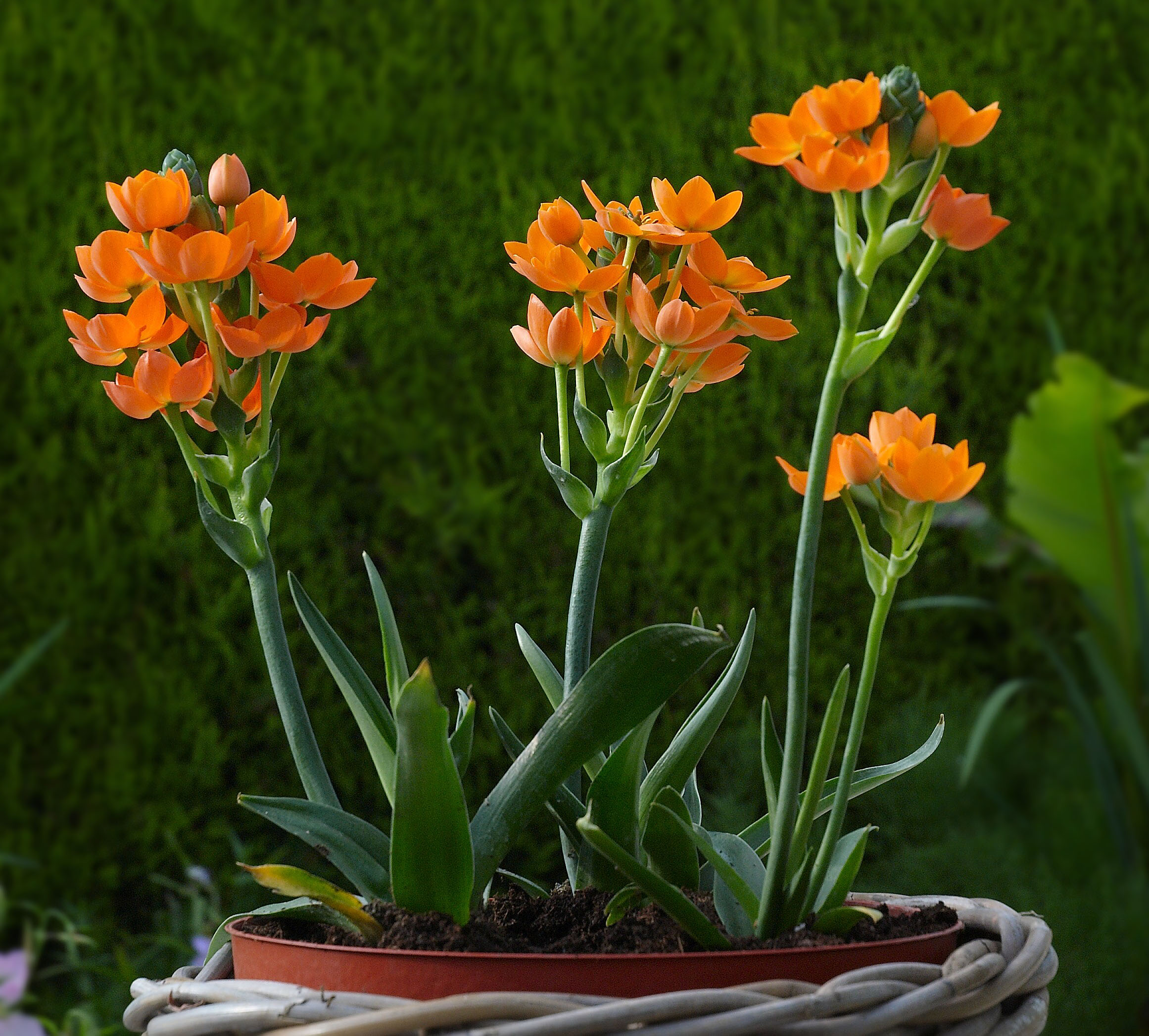
Ornithogalum dubium
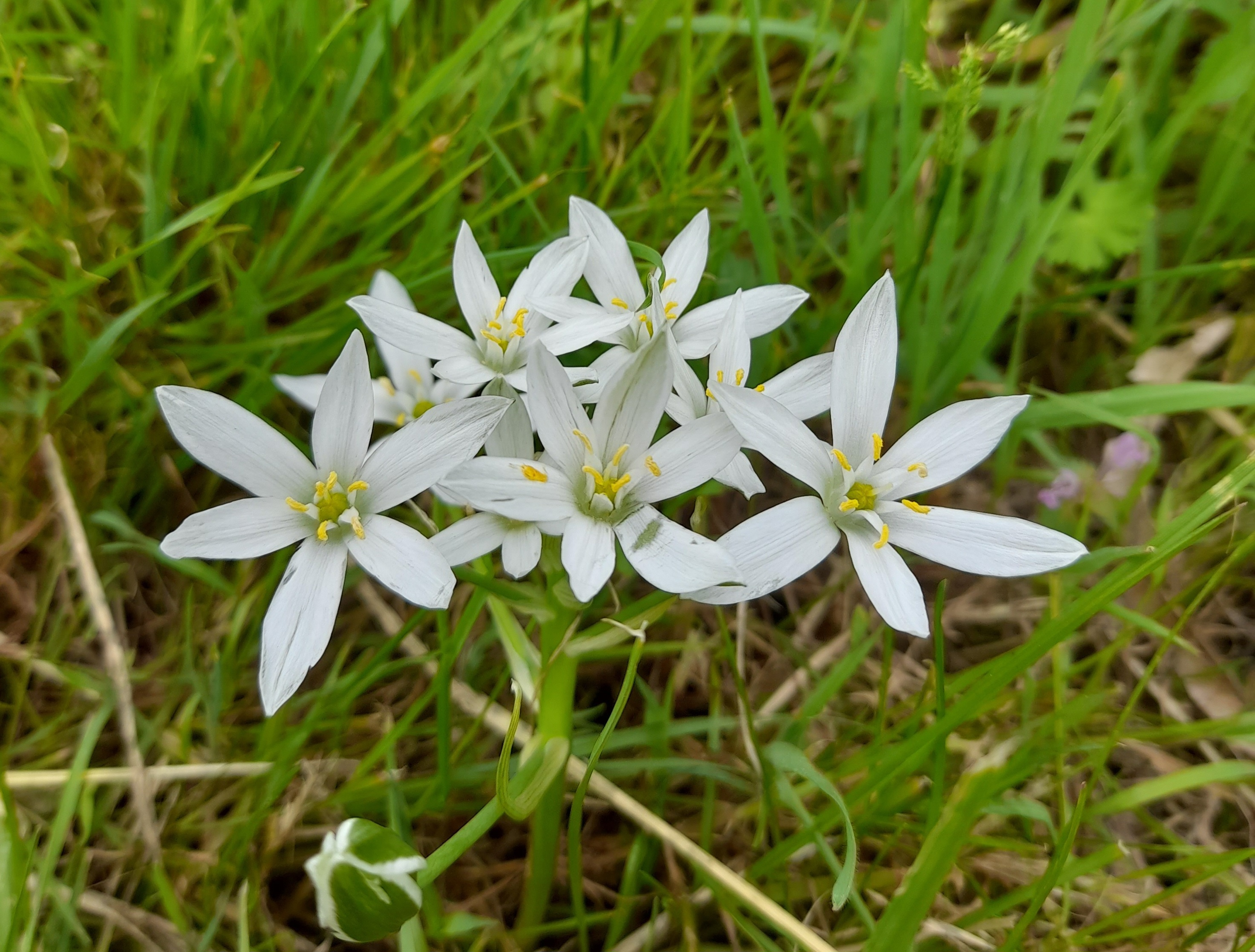
Ornithogalum divergens